# Ладья (судно)

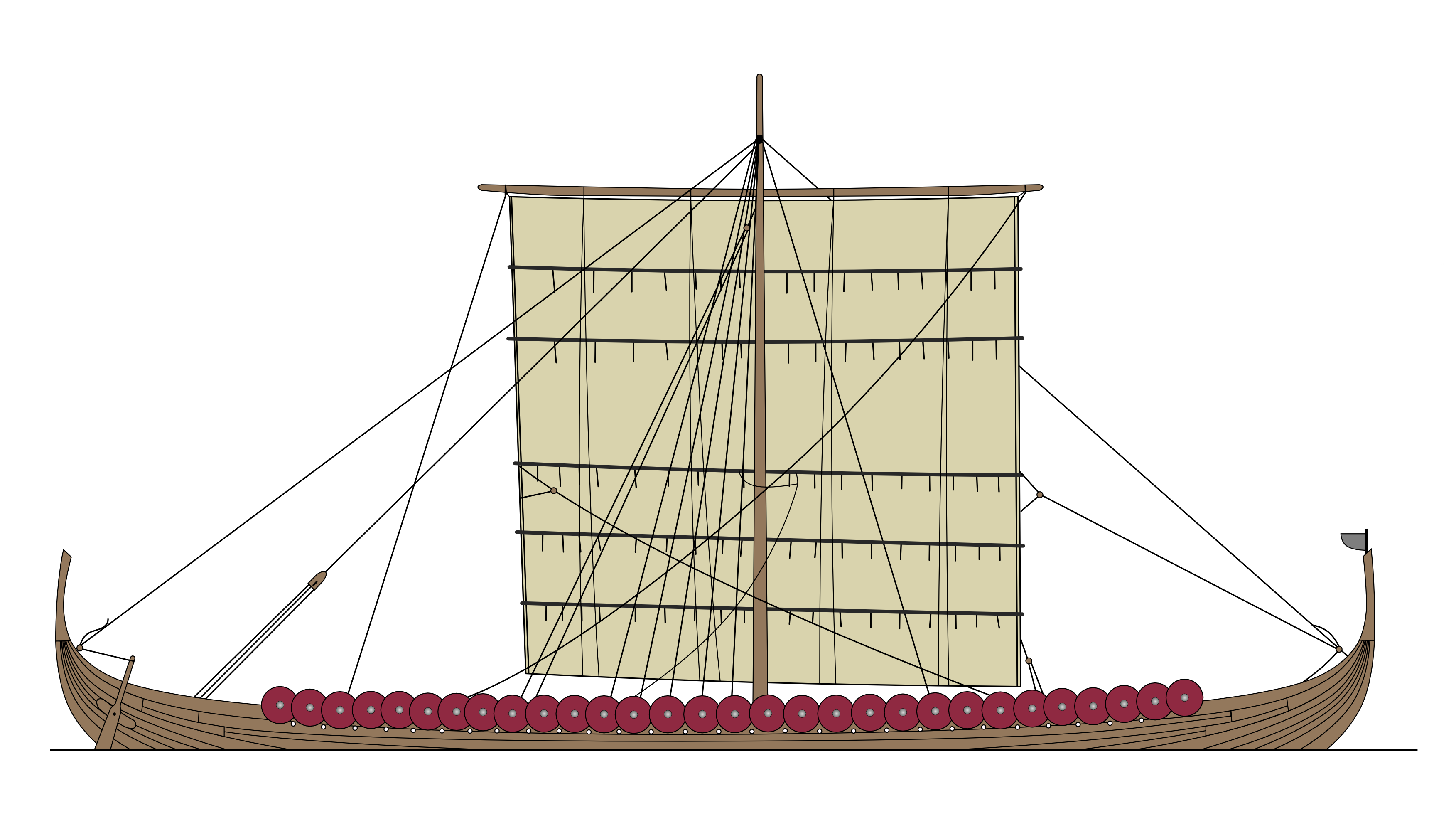
Древнескандинавская ладья — драккар.

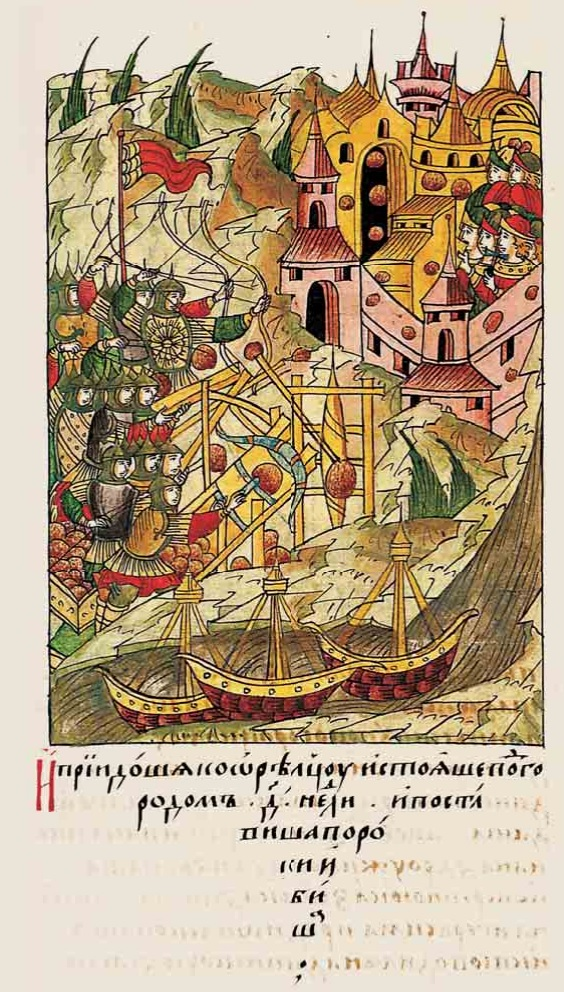
Иллюстрация из Лицевого летописного свода. «И пришли к Орелецу, простояли под городом четыре недели, поставили пороки и начали сражение» (о Новгородцах)

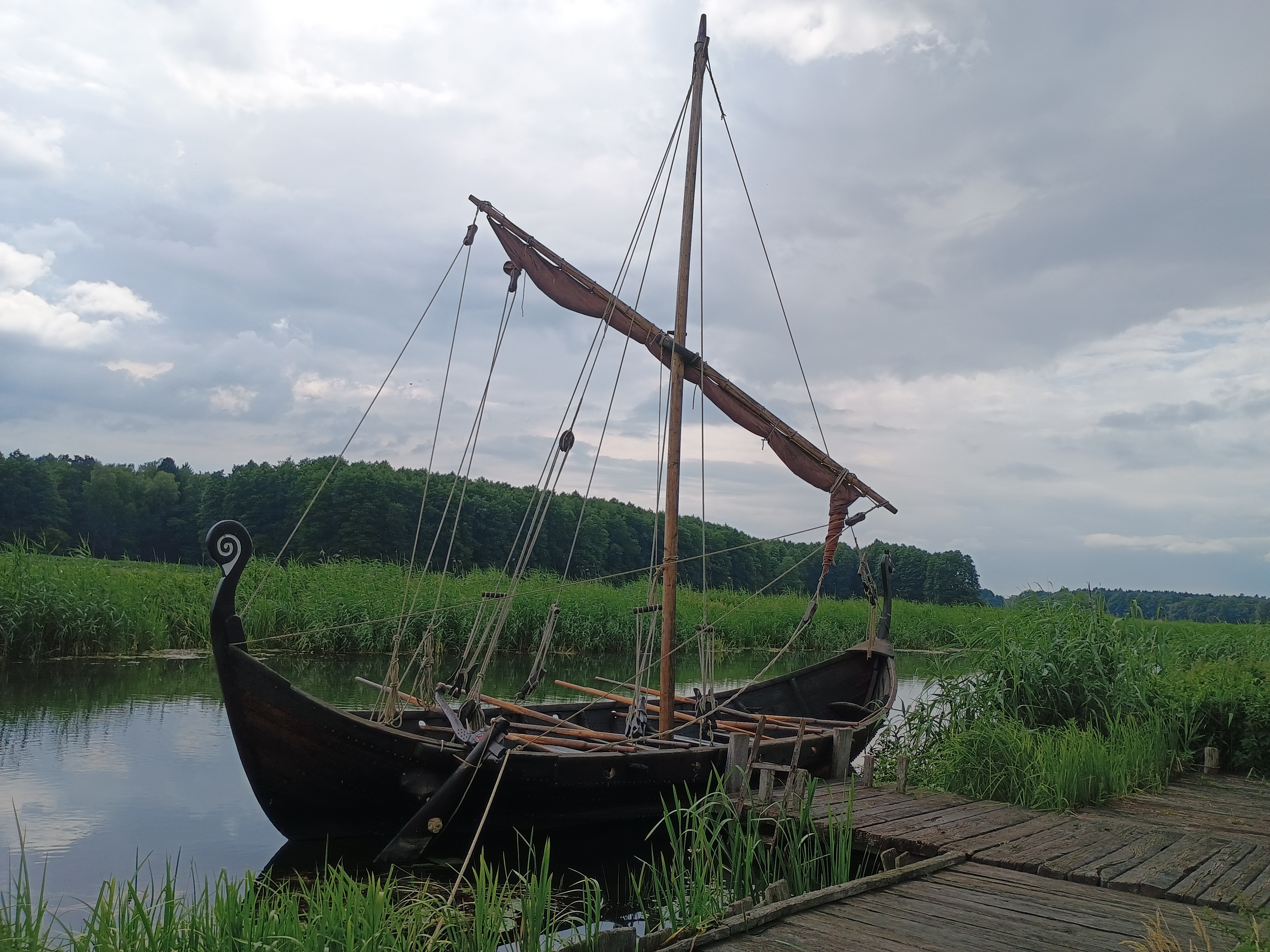

Ладья́ (в северных говорах ло́дья), дубас — древнерусское и поморское парусно-вёсельное морское и речное судно, предназначенное для гражданских и военных целей. Также это название применяется к подобным по конструкции судам (древних египтян, викингов).
Древними вендами (венедами) ещё в VIII веке использовался термин lodja. Аналогичны ему термины: в Германии (Люнебург) — lida (ляда), в Чехии — lodie, в Польше — łódź, в Эстонии — lodja. Древнешведское lodhia, вероятно, заимствование из восточнославянских языков.
В Русской Правде в списке 1282 года перечислены лодья, морская лодья, набойная лодья, чёлн и струг.
В Древней Руси большую плоскодонную ладью с парусом и вёслами называли «ушкуй».
Развалистую печорскую ладью в конце 19 века называли «брусянка».
В морском словаре К. И. Самойлова указывается, что лодья — всякое речное судно, особенно больших размеров, в противоположность мелким судам, которые назывались межеумками.
Таким образом, в славянских языках ладья (лодья) со временем стало собирательным словом, обобщающим парусно-гребные речные и прибрежные морские суда малой осадки, сходные по конструкции.

## Археология
Наиболее ранние свидетельства использования в Древней Руси клинкерных дощатых судов ладейного типа прослеживаются с IX века по находкам в Старой Ладоге досок судовой обшивки, железных заклёпок и Т-образной стойки судового навеса (подобные стойки использовались на судах викингов, в частности, на судне из Гокстада). С X века находки ладейных заклёпок широко известны на многих раннегородских и торгово-ремесленных центрах Древней Руси (Новгород, Гнездово, Киев и др.).
В 2018 году было обнаружено цельное судно допетровского времени на берегу Онежского озера, недалеко от Вытегры. Время изготовления судна определено благодаря анализу древесины, датированной 1633 — 1649 годами. Размеры судна достигают 22 метра в длину и 2,5 метра в ширину.

## Письменные источники
Аже лодью украдеть, то 7 кунъ продаже, а лодию лицемь воротити, а за морьскую лодью 3 гривны, а за набоиною 2 гривне, а за челнъ 8 кунъ, а за стругъ гривна.— Русская Правда, 131 (1282 г. ~ XII в.).
При преодолении естественных или искусственных препятствий, недоступных для судоходства, ладьи тащились волоком.
Согласно письменным источникам, Древнерусское государство в IX веке обладало флотом, состоящим из как минимум 200 ладей.
Ладьи в Древней Руси, имели двойное назначение:
- в мирное время большинство ладей (Плавная рать) использовалось в качестве торгового флота и лишь некоторые — для перевозки войск или береговой охраны;
- в военное время все доступные ладьи отмобилизовались князьями для военных нужд.

Это было возможно благодаря отсутствию на ранних русских кораблях специфических военных приспособлений. Основной тактикой тогдашнего русского флота был абордаж. Один византийский дромон, как правило, захватывался (абордировался) двумя — тремя лодьями. Также использовался приём прохода вдоль борта вражеского корабля с целью поломки его вёсел и лишения хода. В качестве средств борьбы с вражескими кораблями также использовались ручные тараны. В схватках одиночных кораблей ладьи, имевшие меньшие габариты, сворачивали паруса и до сумерек старались держаться со стороны солнца на срезе горизонта. С наступлением сумерек ладьи устремлялись к противнику и заставали врасплох.
В результате феодальной раздробленности, а затем ордынского нашествия, в результате которого Древняя Русь попадает в политическую зависимость Монгольской империи, даже нерегулярные морские силы у древнерусских княжеств отсутствуют. Единственным возможным исключением была Новгородская земля, имеющая выход к Балтийскому и Белому морям. Для противодействия экспансии шведов, новгородцы строили корабли, участвовавшие в операциях (например, при освобождении новгородско-псковскими войском крепости Орешек в 1349 году). У викингов ладьи были с симметричным носом и кормой длиной до 40 метров и большим числом гребцов-воинов. Использовали ладьи и в Булгарии.
Развитие морской торговли в России, в XIII — XIV веках, привело к модернизации и значительному увеличению размеров судов в: длину до 25 метров, в ширину до 8 метров. Соответственно увеличилась и грузоподъёмность до 200 тонн. Такие суда имели до трёх мачт, с прямым парусным вооружением на первых двух и гафельным на последней мачте, общая площадь парусов была до 500 квадратных метров.

«плывя по ветру, все лодьи опережали нас. Впрочем, согласно своему обещанию Гавриил и его друг часто приспускали свои паруса и поджидали нас»— С. Барроу, английский мореплаватель, 1556 год.
Также северные (поморские) мореходные трёхмачтовые лодьи могли взять до 20 тонн груза (в начале XVI века — до 300 тонн), и имели скорость до 13 километров в час. На торговых лодьях поморы ходили торговать в Англию, на Грумант, в Мангазею и в государства Скандинавии.

## Конструкция
- В Древней Руси ладьи строились из выдолбленных крупных стволов дуба или липы с наращиванием их досками для увеличения высоты борта. Такие ладьи назывались «насадами» или «набойными».
- В дальнейшем стали строить «дощатые ладьи», то есть корпус судна полностью делался из досок.
- Длина ладей составляла около 25 метров, ширина около 8 метров[14]. Грузоподъёмность — до 20 тонн. Ладья имела вёсла и парус.

- Ладьи русских поморов имели длину около 7,5 метров, ширину 3,0 метров и осадку до 3 метров[15]. Парусное вооружение таких ладей составляли две-три мачты. На них поднимались прямые паруса[16].

На вооружении некоторых лодий находились тараны, метательные машины, позднее с одною или двумя пушками, другие брали десант до 60 человек из числа рати.

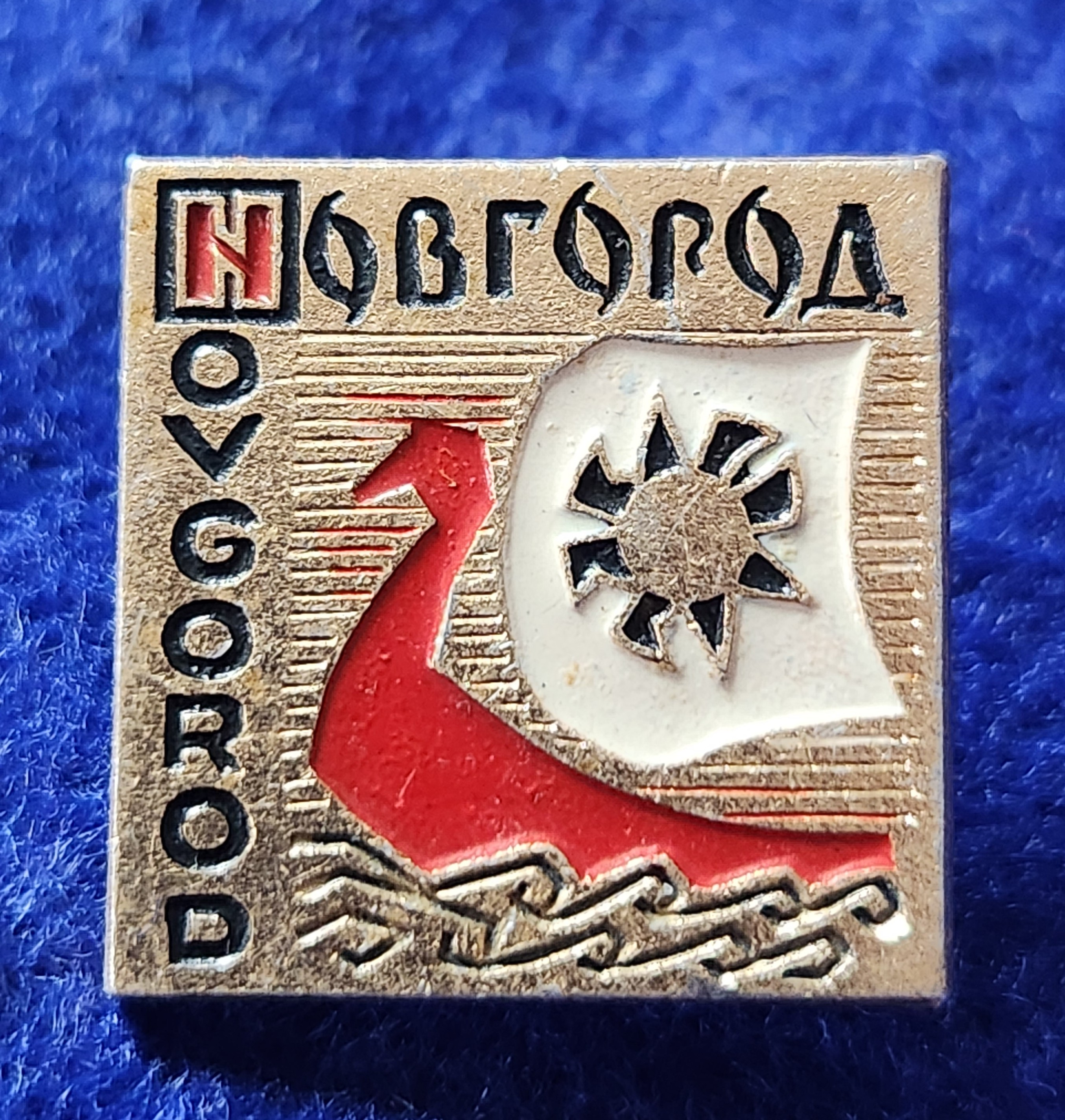
Новгород ладья с парусом значок

В морском словаре К. И. Самойлова указывается, что лодья — грузовое парусное палубное судно, имела грузоподъемность 15 — 30 тонн, осадку кормы 1,2 — 2,7 метров (4 — 9 футов).
Вот как представляет себе строительство ладей в середине XI века советский писатель 1960-х годов:
И бечевой заработок, доступный, легкий: пара лошадей тащит вверх тяжелогруженую лодью, и всего-то нужен для такого дела один паренек лет двенадцати. ... Они же торгуют новыми лодьями. Старинные лодейщики умеют дерево выбрать, бревно выдержать, обводы распарить и выгнуть, собрать лодью, засмолить, и будет она служить тебе до твоей старости. Строят они и другие лодьи, грубо сколоченные из толстых досок и бревен, пригодные плыть только вниз, на одно плаванье. Такие совсем дешевы, и служат они тем купцам, которые спускаются в степные места, где, распродав товар, продадут и лодью для поделок, на топливо. Князю с дружинниками покупать-продавать было нечего, менять свои лодьи они не собирались.

### Экипаж
Принимала на борт от 40 до 60 человек.

## В геральдике
Ладья — это искусственная негеральдическая фигура, олицетворяющая торговлю, путешествия, странствия, рыбный промысел, получившая преимущественное распространение в славянской территориальной геральдике. С геральдической точки зрения ладья — частный случай изображения корабля, или лодки.

Гербы муниципальных образований Восточной Европы
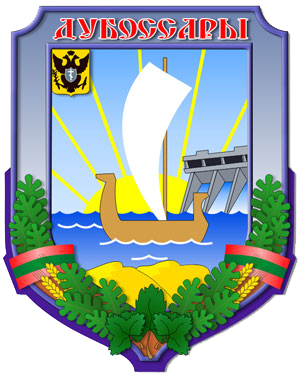
Дубоссары
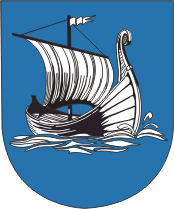
Жлобин
Лодзь
Систово

Гербы муниципальных образований Российской Федерации
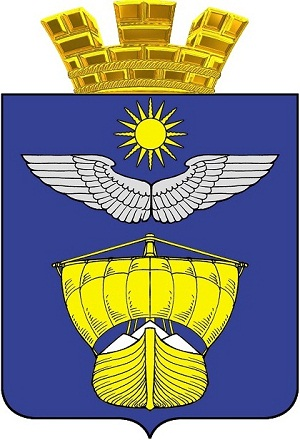
Ахтубинск
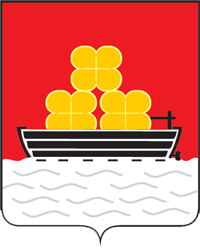
Бабушкин
Кириши
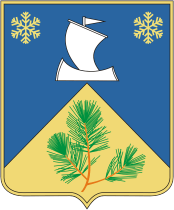
Кузомень
Набережные Челны
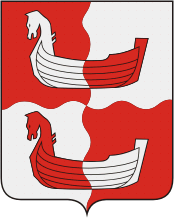
Стругокрасненский район
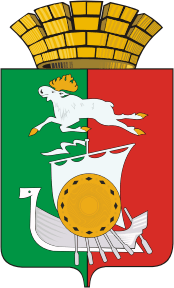
Тавда